# ضاحية لافيرتون
ضاحية لافيرتون هي بلدة، في أستراليا، تقع في أستراليا الغربية، بلغ عدد سكانها 871  نسمة وذلك حسب إحصائيات سنة 2016، رمزها البريدي هو 6440.

## المناخ
يظهر الجدول التالي التغييرات المناخية على مدار السنة لضاحية لافيرتون:
| البيانات المناخية لـضاحية لافيرتون | البيانات المناخية لـضاحية لافيرتون | البيانات المناخية لـضاحية لافيرتون | البيانات المناخية لـضاحية لافيرتون | البيانات المناخية لـضاحية لافيرتون | البيانات المناخية لـضاحية لافيرتون | البيانات المناخية لـضاحية لافيرتون | البيانات المناخية لـضاحية لافيرتون | البيانات المناخية لـضاحية لافيرتون | البيانات المناخية لـضاحية لافيرتون | البيانات المناخية لـضاحية لافيرتون | البيانات المناخية لـضاحية لافيرتون | البيانات المناخية لـضاحية لافيرتون | البيانات المناخية لـضاحية لافيرتون |
| الشهر                              | يناير                              | فبراير                             | مارس                               | أبريل                              | مايو                               | يونيو                              | يوليو                              | أغسطس                              | سبتمبر                             | أكتوبر                             | نوفمبر                             | ديسمبر                             | المعدل السنوي                      |
| ---------------------------------- | ---------------------------------- | ---------------------------------- | ---------------------------------- | ---------------------------------- | ---------------------------------- | ---------------------------------- | ---------------------------------- | ---------------------------------- | ---------------------------------- | ---------------------------------- | ---------------------------------- | ---------------------------------- | ---------------------------------- |
| الدرجة القصوى °م (°ف)              | 47.8 (118.0)                       | 46.7 (116.1)                       | 45.2 (113.4)                       | 41.7 (107.1)                       | 35.6 (96.1)                        | 30.2 (86.4)                        | 28.9 (84.0)                        | 33.0 (91.4)                        | 37.7 (99.9)                        | 40.8 (105.4)                       | 44.4 (111.9)                       | 47.8 (118.0)                       | 47.8 (118.0)                       |
| متوسط درجة الحرارة الكبرى °م (°ف)  | 37.1 (98.8)                        | 35.3 (95.5)                        | 32.7 (90.9)                        | 27.9 (82.2)                        | 22.8 (73.0)                        | 19.0 (66.2)                        | 18.5 (65.3)                        | 20.6 (69.1)                        | 24.8 (76.6)                        | 28.8 (83.8)                        | 32.2 (90.0)                        | 35.3 (95.5)                        | 27.9 (82.2)                        |
| متوسط درجة الحرارة الصغرى °م (°ف)  | 21.7 (71.1)                        | 20.9 (69.6)                        | 18.6 (65.5)                        | 14.8 (58.6)                        | 10.2 (50.4)                        | 7.3 (45.1)                         | 6.1 (43.0)                         | 6.9 (44.4)                         | 10.0 (50.0)                        | 13.6 (56.5)                        | 17.0 (62.6)                        | 20.0 (68.0)                        | 13.9 (57.0)                        |
| أدنى درجة حرارة °م (°ف)            | 12.6 (54.7)                        | 10.6 (51.1)                        | 8.4 (47.1)                         | 3.1 (37.6)                         | 0.7 (33.3)                         | −2.8 (27.0)                        | −1.7 (28.9)                        | 0.3 (32.5)                         | 1.8 (35.2)                         | 3.6 (38.5)                         | 4.0 (39.2)                         | 9.5 (49.1)                         | −2.8 (27.0)                        |
| الهطول مم (إنش)                    | 24.0 (0.94)                        | 31.0 (1.22)                        | 28.5 (1.12)                        | 20.6 (0.81)                        | 24.1 (0.95)                        | 25.1 (0.99)                        | 19.0 (0.75)                        | 16.1 (0.63)                        | 8.9 (0.35)                         | 9.1 (0.36)                         | 12.0 (0.47)                        | 16.7 (0.66)                        | 235.4 (9.27)                       |
| متوسط أيام هطول الأمطار            | 3.2                                | 3.6                                | 3.8                                | 3.5                                | 4.3                                | 5.4                                | 5.2                                | 4.0                                | 2.6                                | 2.4                                | 2.8                                | 3.1                                | 43.9                               |
| المصدر:                            |                                    |                                    |                                    |                                    |                                    |                                    |                                    |                                    |                                    |                                    |                                    |                                    |                                    |

## أعلام
- ماي لورنا أوبراين